# Chilodes enervata
Chilodes enervata là một loài bướm đêm trong họ Noctuidae.